# Kanaka
Kanaka is een geslacht van neteldieren uit de  familie van de Bythotiaridae.

## Soort
- Kanaka pelagica Uchida, 1947